# Ted Musgrave
Theodore "Ted" Musgrave, född den 18 december 1955 i Waukegan, Illinois, USA, är en amerikansk före detta racerförare.

## Racingkarriär
Musgrave tävlade i mindre mästerskap, innan han 1989 gjorde sin debut i Nascar-sammanhang, då i andradivisionen Busch Series. Debuten i cupserien Winston Cup kom säsongen 1990 på Michigan International Speedway, efter att Rich Wogler förolyckats i en mindre tävling på Salem Speedway. Musgrave vann aldrig någon tävling i Winston Cup, men kom sjua säsongen 1995 med Roush Racing, efter att ha legat på tredje plats totalt under våren. Han slutade även på en tolfte plats säsongen 1997, då han var mycket nära att vinna sin första tävling i Winston Cup på Darlington Raceway. Musgraves karriär i cupserien avslutades 2003 utan några vunna tävlingar, men då hade han riktat in sig på Craftsman Truck Series, där han tog mängder av segrar, och sedermera vann titeln 2005. Han var även nära att vinna titeln redan 2003, men blev då bestraffad för att ha passerat en medtävlande innan mållinjen i samband med en omstart i säsongsfiunalen på Homestead. I samma veva besegrade Musgrave även urinvägscancer.